# Championnat de France de football de deuxième division 1959-1960
Navigation
Division Interrégionale 1958-1959 Division Interrégionale 1960-1961
Le Championnat de France de football D2 1959-1960 avec une poule unique de 20 clubs, voit l’attribution du titre au FC Grenoble, qui accède à la première division en compagnie du FC Nancy, du Football Club de Rouen 1899, et de l’AS Troyes.

## Les 20 clubs participants
| - Olympique d'Alès - AS Aix - RCFC Besançon - AS Béziers - US Boulogne - AS Cannes - US Forbach - FC Grenoble - Lille OSC - Olympique de Marseille | - FC Metz - SO Montpellier - FC Nancy - FC Nantes - CA Paris - Red Star Olympique - RC Roubaix - FC Rouen - FC Sète - AS Troyes |

## Classement final
| #  | Club                   | Joués | V  | N  | D  | bp:bc | +/- | Points |
| -- | ---------------------- | ----- | -- | -- | -- | ----- | --- | ------ |
| 1  | FC Grenoble            | 38    | 22 | 7  | 9  | 55-33 | +22 | 51     |
| 2  | FC Nancy               | 38    | 19 | 12 | 7  | 61-39 | +22 | 50     |
| 3  | FC Rouen               | 38    | 21 | 5  | 12 | 77-45 | +32 | 47     |
| 4  | AS Troyes              | 38    | 21 | 5  | 12 | 65-54 | +11 | 47     |
| 5  | Red Star Olympique     | 38    | 21 | 4  | 13 | 69-45 | +24 | 46     |
| 6  | CS Metz                | 38    | 18 | 9  | 11 | 58-42 | +16 | 45     |
| 7  | SO Montpelliérain      | 38    | 18 | 8  | 12 | 57-48 | +9  | 44     |
| 8  | FC Nantes              | 38    | 16 | 9  | 13 | 58-48 | +10 | 41     |
| 9  | Olympique d'Alès       | 38    | 13 | 14 | 11 | 48-42 | +6  | 40     |
| 10 | Olympique de Marseille | 38    | 16 | 5  | 17 | 57-63 | -6  | 37     |
| 11 | Lille OSC              | 38    | 12 | 12 | 14 | 62-62 | 0   | 36     |
| 12 | AS Béziers             | 38    | 12 | 12 | 14 | 51-59 | -8  | 36     |
| 13 | RCFC Besançon          | 38    | 14 | 7  | 17 | 50-44 | +6  | 35     |
| 14 | FC Sète                | 38    | 13 | 9  | 16 | 43-52 | -9  | 35     |
| 15 | US Forbach             | 38    | 10 | 13 | 15 | 52-57 | -5  | 33     |
| 16 | CA Paris               | 38    | 14 | 3  | 21 | 61-68 | -7  | 31     |
| 17 | AS Cannes              | 38    | 11 | 9  | 18 | 45-74 | -29 | 31     |
| 18 | CO Roubaix-Tourcoing   | 38    | 7  | 14 | 17 | 48-65 | -17 | 28     |
| 19 | US Boulogne            | 38    | 8  | 11 | 19 | 42-73 | -31 | 27     |
| 20 | AS Aix                 | 38    | 6  | 8  | 24 | 33-79 | -46 | 20     |

# position ; V victoires ; N match nuls ; D défaites ; bp:bc buts pour et buts contre
 Victoire à 2 points

## À l’issue de ce championnat
- Le FC Grenoble, le FC Nancy, le Football Club de Rouen 1899, et l’AS Troyes sont promus en championnat de première division.
- Équipes reléguées de la première division : le FC Sochaux-Montbéliard, le RC Strasbourg, le SC Toulon, et enfin les Girondins de Bordeaux.
- Les équipes du Red Star Olympique et du FC Sète reprennent le statut amateur, et abandonnent la deuxième division à l’issue de la saison.
- Équipe promue du championnat amateur de division inférieure : l'AS Cherbourg.